# Special Category Status
Den Special Category Status (SCS) garantierte William Whitelaw, der von der britischen Regierung eingesetzte Staatssekretär in Nordirland, für alle politischen Gefangenen des Nordirlandkonflikts, die Straftaten begangen hatten. Dies war eine der Bedingungen, die die Provisional IRA in einem Treffen mit der britischen Regierung ausgehandelt hatte, als ein Waffenstillstand erreicht und im Gegenzug die Internierung von Gerry Adams aufgehoben wurde.
Der SCS-Status bzw. politische Status kam de facto der Anerkennung eines Kriegsgefangenenstatus gleich und bedeutete, dass die Privilegien zum Tragen kamen, die in der Genfer Konvention festgeschrieben sind. Die republikanischen Gefangenen mussten keine Gefängniskleidung tragen und Gefängnisarbeit verrichten. Ferner bedeutete dies auch, dass die Gefangenen in paramilitärischen Gruppen leben konnten, ihnen Sonderbesuche und die Entgegennahme von Essenspaketen zustanden.
Konfrontation zwischen den politischen Gefangenen und Gefängniswärtern führten im Maze Prison, das auch als Long Kesh bekannt ist, zu Brandstiftungen und zur Zerstörung von anderen Gefängniseinrichtungen. Als daraufhin im Januar 1975 das Gardiner Committee überprüfte, wie die britische Regierung mit dem Terrorismus in Nordirland hinsichtlich der Freiheits- und Menschenrechte im Nordirlandkonflikt umgeht, empfahl sie die Beendigung des SCS. Die Kommission argumentierte dahingehend, dass der Sonderstatus die Aufgabe der Gefängnisleitung zur Aufrechterhaltung von Disziplin untergräbt. Die Republikaner antworteten daraufhin mit Gewalttaten außerhalb des Gefängnisses auf sechs Angestellte im Zeitraum von 1976 bis 1977, die zu Tode kamen.
Die Regierung nahm die Empfehlung der Kommission auf und die neue Labour-Regierung verkündete die Beendigung des SCS am 1. März 1976 durch Merlyn Rees, ihren Staatssekretär in Nordirland. Jeder, nach dem März terroristischer Straftaten beschuldigte Gefangene, sollte demzufolge nach dem 1. März wie ein gewöhnlicher Krimineller behandelt werden, hatte eine Gefängnisuniform zu tragen, Gefängnisarbeit zu verrichten und seine Strafe in dem neuen Gefängnis Maze Prison abzusitzen, das auch als die H-Blocks bekannt wurde.
In den späten 1970er Jahren war das neue Gefängnis mit Einzelzellen entsprechend der Empfehlung der Gardiner-Kommission fertiggestellt, sodass die ersten Gefangenen aufgenommen werden konnten. In der Woche, in der Roy Mason das Amt des Staatssekretärs von Merlyn Rees übernahm, kam Kieran Nugent als erster Gefangener ins Maze-Gefängnis, dem entsprechend dieser neuen Politik befohlen wurde Gefängniskleidung zu tragen. 
Nugent weigert sich die Uniform anzuziehen und entgegnete, er sei ein politischer und kein krimineller Gefangener. Er wurde in seine Zelle weg gesperrt und dort bekleidete er sich mit den Decken, die auf seinem Zellenbett lagen und blieb unter den Decken nackt. Dies war die gleiche Aktion, die Gefangene der IRA in den 1940er Jahren im Süden Irland durchführten. Damit war der Blanket Protest wieder geboren und bald darauf folgten andere Gefangene seinem Beispiel. 1978 weigerten sich etwa 300 republikanische Gefangene, eine Gefängnisuniform zu tragen.
Der Blanket Protest eskalierte weiter in den Dirty Protest und in die beiden Hungerstreiks von 1980 und 1981, wobei im Streik von 1981 zehn republikanische Gefangene starben, darunter Bobby Sands.